# Percy Faith
Percy Faith (ur. 7 kwietnia 1908 w Toronto, zm. 9 lutego 1976 w Encino w stanie Kalifornia) – kanadyjsko-amerykański kompozytor, aranżer i dyrygent.

## Życiorys
Ukończył konserwatorium w Toronto. Od 1940 mieszkał w Nowym Jorku, zajmując się komponowaniem i aranżacją. Współpracował m.in. z Tonym Bennettem, Doris Day i Johnnym Mathisem.
Pisał również muzykę do filmów. Jest pierwotnym autorem piosenki „The Pelican Dance”, która w aranżacji Bernarda Estardyego odgrywała rolę melodii tytułowej do programu Z kamerą wśród zwierząt.
Najpopularniejsze nagrania: „Delicado”, „Moulin Rouge Theme”, „My Heart Cries for You” (najpopularniejsza własna kompozycja).